# Lista de presidentes dos Estados Unidos que morreram em exercício

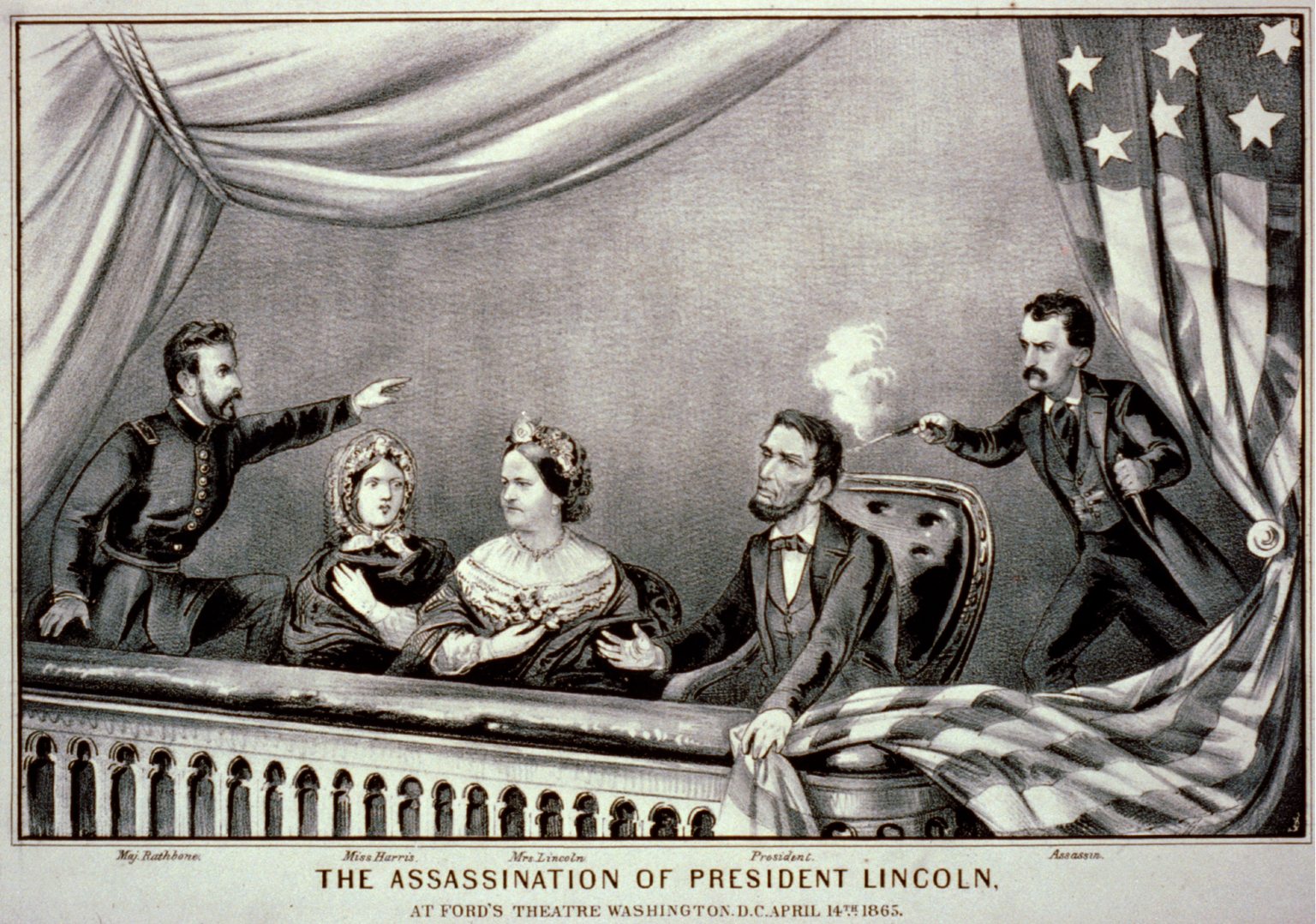
Uma demonstração do assassinato de Abraham Lincoln.

Esta é uma lista de presidentes dos Estados Unidos que morreram em exercício. No total, oito acabaram morrendo enquanto estavam comandando o país; destes, quatro foram assassinados e quatro morreram por causas naturais. Em todos os oito casos, o vice-presidente dos Estados Unidos assumiu a posição conforme determinado pela linha de sucessão à presidência do país. William Henry Harrison detém o recorde de menor tempo como Presidente, com apenas 31 dias, e também é conhecido por ser o primeiro a morrer em exercício. Franklin Delano Roosevelt ocupou o cargo de presidente por mais tempo do que qualquer outro que terminaram seus mandatos: ele teve três mandatos completos e um parcial, em um total de 4422 dias.
Como já dito acima, William Henry Harrison foi o primeiro presidente a morrer em exercício, em 4 de abril de 1841 após pegar uma crise de pneumonia. Em 9 de julho de 1850, Zachary Taylor morreu vítima de gastroenterite. Abraham Lincoln foi o primeiro presidente a ser assassinado, falecendo após ser baleado na nuca por John Wilkes Booth em 14 de abril de 1865. Dezesseis anos depois, o presidente James A. Garfield foi assassinado por Charles J. Guiteau. Cerca de vinte anos depois, William McKinley morreu de complicações renais após ter sido baleado duas vezes por Leon Czolgosz. O presidente Warren G. Harding sofreu um ataque cardíaco e morreu em 2 de agosto de 1923. Em 12 de abril de 1945, Franklin Delano Roosevelt entrou em colapso e morreu em resultado de uma hemorragia cerebral. O mais recente presidente a falecer em exercício foi John F. Kennedy, o qual foi assassinado por Lee Harvey Oswald em 22 de novembro de 1963, no Dallas, Texas.

## Presidentes que faleceram em exercício
| # em exercício | Presidente                | Ano(s) eleito          | Duração do mandato (dias) | Data da morte          | Causa da morte                     | Idade | Sucessor           | Ref    |
| -------------- | ------------------------- | ---------------------- | ------------------------- | ---------------------- | ---------------------------------- | ----- | ------------------ | ------ |
| 9              | William Henry Harrison    | 1840                   | 31                        | 4 de abril de 1841     | Pneumonia e pleurisia              | 68    | John Tyler         | [ 4 ]  |
| 12             | Zachary Taylor            | 1848                   | 491                       | 9 de julho de 1850     | Gastroenterite aguda               | 65    | Millard Fillmore   | [ 6 ]  |
| 16             | Abraham Lincoln           | 1860, 1864             | 1503                      | 15 de abril de 1865    | Assassinado por John Wilkes Booth  | 56    | Andrew Johnson     | [ 7 ]  |
| 20             | James A. Garfield         | 1880                   | 199                       | 19 de setembro de 1881 | Assassinado por Charles J. Guiteau | 49    | Chester A. Arthur  | [ 8 ]  |
| 25             | William McKinley          | 1896, 1900             | 1654                      | 14 de setembro de 1901 | Assassinado por Leon Czolgosz      | 58    | Theodore Roosevelt | [ 9 ]  |
| 29             | Warren G. Harding         | 1920                   | 881                       | 2 de agosto de 1923    | Ataque cardíaco                    | 57    | Calvin Coolidge    | [ 10 ] |
| 32             | Franklin Delano Roosevelt | 1932, 1936, 1940, 1944 | 4422                      | 12 de abril de 1945    | Hemorragia cerebral                | 63    | Harry S. Truman    | [ 5 ]  |
| 35             | John F. Kennedy           | 1960                   | 1036                      | 22 de novembro de 1963 | Assassinado por Lee Harvey Oswald  | 46    | Lyndon B. Johnson  | [ 11 ] |